# Priorado de Elsham
O Priorado de Elsham (em inglês: Elsham Priory) foi um mosteiro agostiniano em Lincolnshire, na Inglaterra. Atualmente o único resquício de sua existência é uma pequena lagoa situada no terreno do parque de Elsham Hall. Beatrice d'Amundeville teria fundado o mosteiro no século XII, e foi dissolvido oficialmente em 1536.